# Hypoptopoma muzuspi
Hypoptopoma muzuspi är en fiskart som beskrevs av Aquino och Schaefer 2010. Hypoptopoma muzuspi ingår i släktet Hypoptopoma och familjen Loricariidae. Inga underarter finns listade i Catalogue of Life.